# 888
Rok 888 (římskými číslicemi: DCCCLXXXVIII) byl přestupný rok, který započal podle juliánského kalendáře pondělkem. Podle gregoriánského kalendáře započal rok čtvrtkem. 
Podle islámského kalendáře dne 20. května započal rok 275. 

## Události
- 13. leden – po opakovaných záchvatech nemoci umírá císař karolínské říše Karel III. Tlustý, pravděpodobně se jednalo o epilepsii. Franská říše se po jeho smrti opět rozděluje na dvě království. Hrabě Odo, hrdina Obléhání Paříže, byl zvolen novým králem. Jiní franští šlechtici však podporovali osmiletého Karla (pohrobka bývalého krále Ludvíka Koktavého) a došlo k rozdělení říše na východní a západní.
- založeno shaftesburské opatství
- založen benediktinský klášter Montserrat
- po dvou letech vlády umírá Al-Mundhir, cordóbský emír, pravděpodobně byl zavražděn svým bratrem Abdullahem ibn Muhammadem, který po jeho smrti převzal vládu

## Narození
- 20. října – Zhu Youzhen, čínský císař v období Pozdní Liang († 18. listopadu 923)
- Vratislav I., český kníže

## Úmrtí
- 13. leden – Karel III. Tlustý, císař Karolínské říše (* 13. června 839)
- 20. dubna – Xizong, čínský císař z dynastie Tchang (* 8. června 862)
- ? – Yezekael, vévoda breťanský (* ?)
- ? – Al-Mundhir, muslimský emír z Cordóby (* asi 842)

## Hlavy států
| Název mocnosti       | Vládce a titul                                | Doba vlády          |
| -------------------- | --------------------------------------------- | ------------------- |
| České knížectví      | kníže Bořivoj I.                              | asi 867 – 889       |
| Velkomoravská říše   | kníže Svatopluk I.                            | 870 – 894           |
| Východofranská říše  | král Arnulf Korutanský                        | 887 – 899           |
| Západofranská říše   | král Karel III. Tlustý od 13. 1. Odo Pařížský | 876 – 888 888 – 898 |
| Papežský stát        | papež Štěpán V.                               | 885 – 891           |
| Království Wessex    | král Alfréd Veliký                            | 871 – 899           |
| Italské království   | král Berengar I.                              | 888 – 896           |
| Skotské království   | král Giric                                    | asi 878 – 889       |
| Norské království    | král Harald I. Krásnovlasý                    | 872 – 930           |
| Švédské království   | král Björn Eriksson                           | 882 – 932           |
| Srbské knížectví     | kníže Mutimir Srbský                          | 850 – 891           |
| První bulharská říše | chán Boris I.                                 | 852 – 889           |
| Volžské Bulharsko    | chán Batyr Mö'min                             | 882 – 895           |
| Kyjevská Rus         | velkokníže Oleg                               | 882 – 912           |
| Byzantská říše       | císař Leon VI. Moudrý                         | 886 – 912           |
| Krétský emirát       | emír Abu Abdallah Umar ibn Shu'ayb            | 880 – 895           |